# Veenkoloniaals
Het Veenkoloniaals is een Gronings dialect dat gesproken wordt in de Gronings-Drentse veenkoloniën. 
Het gebied waar dit dialect wordt gesproken loopt globaal vanaf even buiten Stad langs het Winschoterdiep richting Hoogezand-Sappemeer, Zuidbroek, Muntendam, Veendam, Wildervank, via Stadskanaal naar Emmer-Compascuum en vanaf daar langs de Drentse Monden aan de westzijde weer richting Stad. Dit is het kerngebied van het Veenkoloniaals.

## Ontstaan
Het Veenkoloniaals is in de zeventiende eeuw ontstaan in veenontginningsplaatsen als (Oude) Pekela, Sappemeer en Veendam / Wildervank (de zogenoemde Oude Veenkoloniën). Het gold als een echt pioniersgebied en was daarmee nog aan geen traditie gebonden. Dit had ook zijn weerslag op het dialect van de Veenkoloniën. 
De basis komt uit het naburige Oldambt; een flink deel van de kolonisten was uit dit gebied afkomstig. Het verschil met het Oldambtsters is echter het veelvuldig gebruik van de uu-klank in plaats van een oe-klank, zoals in het Oldambt (dus bijvoorbeeld huus in plaats van hoes). Een ander kenmerk zijn verkleinwoorden op -ie in plaats van -ke (dus bijvoorbeeld koppie in plaats van kopke).

## Hollandse expansie
Volgens de taalkundige G.G. Kloeke is de uu-klank een gevolg van de zogeheten Hollandse expansie. De verveningen waren een reactie op de groeiende vraag naar turf in de groeiende Hollandse steden in de Gouden Eeuw. De Veenkoloniën werden via waterwegen optimaal ontsloten, de Hollandse afzetmarkten waren goed bereikbaar. Veel schippers en verveners kwamen uit gebieden waar de uu-klank al voorkwam, zoals (Zuid en West) Friesland of de kop van Overijssel. De Veenkoloniën, een voor die tijd zeer modern en dynamisch gebied, waren hierdoor ontvankelijk voor de 'Hollandse uu.' Kloeke heeft voor het eerst een indeling gemaakt van dialecten op basis van het onderscheid tussen uu/oe en mengvormen daarvan. Het valt daarbij op dat men in de Veenkoloniën wel de uu-klank in 'formele' woorden als 'huis' en 'gebruiken' (huus en bruken) gebruikt, terwijl voor informele, meer in privésfeer gebruikte woorden als 'muis' en 'tuin' (moes en toene) voor de oe-klank wordt gekozen.

## Veenkoloniale expansie
Genealogieën tonen aan dat vele families de naar het Zuidoosten voortzettende veenontginningen volgden en hun cultuur c.q. dialect daarbij meenamen. Dit geldt voor de latere veenontginningen in en rondom Stadskanaal. In dat gebied wordt voor het Veenkoloniaals daarom ook wel het woord Knoalsters gebruikt. Datzelfde geldt voor de Drentse Monden omdat dat veengebied van oudsher voornamelijk georiënteerd is op het (Groningse) Stadskanaal. Soms spreekt men er ook wel van Mondkers. Het Veenkoloniaals houdt daarmee halt in een van de laatste Veenkoloniën die op het Stadskanaal was georiënteerd, namelijk Emmer-Compascuum.
Het Veenkoloniaals is tegenwoordig als dialect sterk expansief. Het slokt zowel het Stadsgronings, het Westerwolds (omgeving Vlagtwedde/Onstwedde en ook het Oldambsters (bijvoorbeeld in Noordbroek en Meeden) meer en meer op. De oorzaak zit hem waarschijnlijk in het gegeven dat het Veenkoloniaals dichter bij het algemeen Nederlands ligt.

## Veenkoloniale auteurs
Een voorbeeld van het Veenkoloniaals is de zogenoemde ' Knoalster Lorelei', geschreven door Geert Teis (1864-1945), pseudoniem van Gerhard Willem Spitzen. Het lied beschrijft een gebeurtenis die zich afspeelt bij een brug over een veenkoloniaal kanaal.
Teis was een van de eerste veenkoloniale schrijvers en geniet vooral bekendheid als de auteur van het Gronings volkslied. Andere veenkoloniale schrijvers zijn de journalist-columnist Simon van Wattum (1930-1995), Kees Visscher (1930-2007) en Gre van de Veen (1936-) wier werk in 2004 bekroond werd met de Zilveren Anjer.
Hogelandsters · Noordenvelds · Oldambtsters · Stadsgronings · Veenkoloniaals · Westerkwartiers · Westerwolds